# Нюдя-Капойяха
Нюдя-Капойяха (устар. Нича-Капой-Яга) — река в России, протекает по Ямало-Ненецкому АО. Устье реки находится в 70 км по правому берегу реки Симиёган. Длина реки составляет 16 км.

## Данные водного реестра
По данным государственного водного реестра России относится к Нижнеобскому бассейновому округу, водохозяйственный участок реки — Надым, речной подбассейн реки — подбассейн отсутствует. Речной бассейн реки — Надым.
Код объекта в государственном водном реестре — 15030000112115300047675.